# Kamara jezik
Kamara jezik (ISO 639-3: jmr), jezik plemena Kamara u Gani kojim govori oko 3 000 ljudi od 5 000 etničkih (2003 GILLBT), selo Larabanga. Ostali Kamare služe se jezikom safaliba [saf] kao 1. jezikom u jednom malenom selu južno od Bole.
Kamara pripada nigersko-kongoanskim zapadnim oti-volta jezicima, jugoistočna podskupina, u koju još ulaze kusaal [kus], dagbani [dag], hanga [hag], kantosi [xkt] i mampruli [maw], svi iz Gane.

## Vanjske poveznice
- Ethnologue (14th)
- Ethnologue (15th)